# Langues au Chili
 (mars 2021).
Améliorez-le ou discutez des points à vérifier. 
 (mars 2021).
La langue officielle du Chili est de facto l'espagnol, qui est la langue maternelle de 93 % de la population du pays. 
Le taux d'alphabétisation chez les plus de 15 ans en 2015 est estimé à 97 % selon l'UNESCO, à égalité pour les hommes et les femmes.

## Langues amérindiennes autochtones
Sont aussi parlées des langues amérindiennes autochtones comme le runa simi, le mapuche ou l’aymara, et une langue polynésienne, le vânaga rapanui, sur l’île de Pâques. Aucune de ces langues n’a cependant de statut officiel. 
Diverses langues autochtones ont disparu depuis l'arrivée des Européens : aonikenk, cacán, chono, Gününa këna, kunza, selk'nam, yagán.
- Peuples indigènes du Chili (es)
- Langues amérindiennes au Chili, langues autochtones du Chili (es)
  - Langues huarpéanes, langues chon, langues aymaranes
  - Isolats linguistiques : Kawésqar, Kunza (†), Mapudungun, Yagán...
  - Langues non classées : cacan, chono...

## Langue espagnole
- Espagnol chilien
- Espagnol chilote
- Cao (idiome) (es), argot de prisonniers

## Autres langues importées
Des minorités, généralement bilingues ou trilingues, parlent allemand, anglais, croate, français, italien, romani.